# Pierre Kast
Pierre Kast (Paris, 22 de setembro de 1920 — Roma, 20 de outubro de 1984) foi um realizador, argumentista, romancista e crítico de cinema francês. Em 1950, ao lado de Jean Grémillon ganhou o prémio internacional de melhor documentário no Festival de Veneza por Les Charmes de l'existence.